# Família na Doutrina Social da Igreja
A Família na Doutrina Social da Igreja é compreendida como sendo célula vital da sociedade, primeira sociedade natural, fundada no matrimônio (um vínculo perpétuo entre um homem e uma mulher), santuário da vida, a quem é atribuída uma tarefa educativa que é direito dos filhos, é protagonista da vida social e deve ter a sociedade a seu serviço.
A família é importante para a pessoa e para a sociedade, é no âmbito da família que o homem recebe as primeiras noções do bem e da verdade, aprende a amar e ser amado e o significado de ser pessoa. De outro tanto, sem famílias fortes na comunhão e estáveis no seu compromisso, os povos se debilitam e é no seu âmbito que se dá a aprendizagem das responsabilidade sociais e da solidariedade. (Catecismo, 2224).
Também é afirmada a prioridade e precedência da família em relação à sociedade e ao Estado. Na sua função procriadora a família é mesmo condição de existência da própria sociedade. A legitimação da família está fundada na própria natureza humana e não no reconhecimento da lei civil. Ela antecede ao próprio Estado, por isto ela não existe em função do Estado, antes o contrário a sociedade e o Estado é que existem para a família.  Nas suas relações com a família o Estado tem o dever de ater-se ao Princípio da Subsidiariedade, não lhe subtraindo as tarefas que pode realizar sozinha ou associada a outras famílias e tem o dever de apoiá-la garantindo-lhe os auxílios necessários para que possa bem cumprir as suas responsabilidades. (Familiaris Consortio, 472)

## Matrimônio
O matrimônio é entendido como o fundamento da família. Não decorre de uma convenção humana e se fundamenta na natureza própria do ser humano. É dotado de características próprias e permanentes e exige um compromisso público e irrevogável do qual decorre direitos e deveres recíprocos entre os cônjuges. Tem como características a totalidade da doação recíproca definitiva, a indissolubilidade e a fidelidade e abertura à fecundidade. Rejeita, portanto, o divórcio, o casamento entre pessoas do mesmo sexo, a poligamia e o adultério. Está ordenado à ajuda mútua e à procriação e educação dos filhos, o que constitui um bem para toda a sociedade, e não tem diminuído o seu valor se eles não chegam a vir, embora muito desejados. Foi elevado à condição de Sacramento e deve a sua estabilidade à lei divina positiva. (Catecismo, 2379)

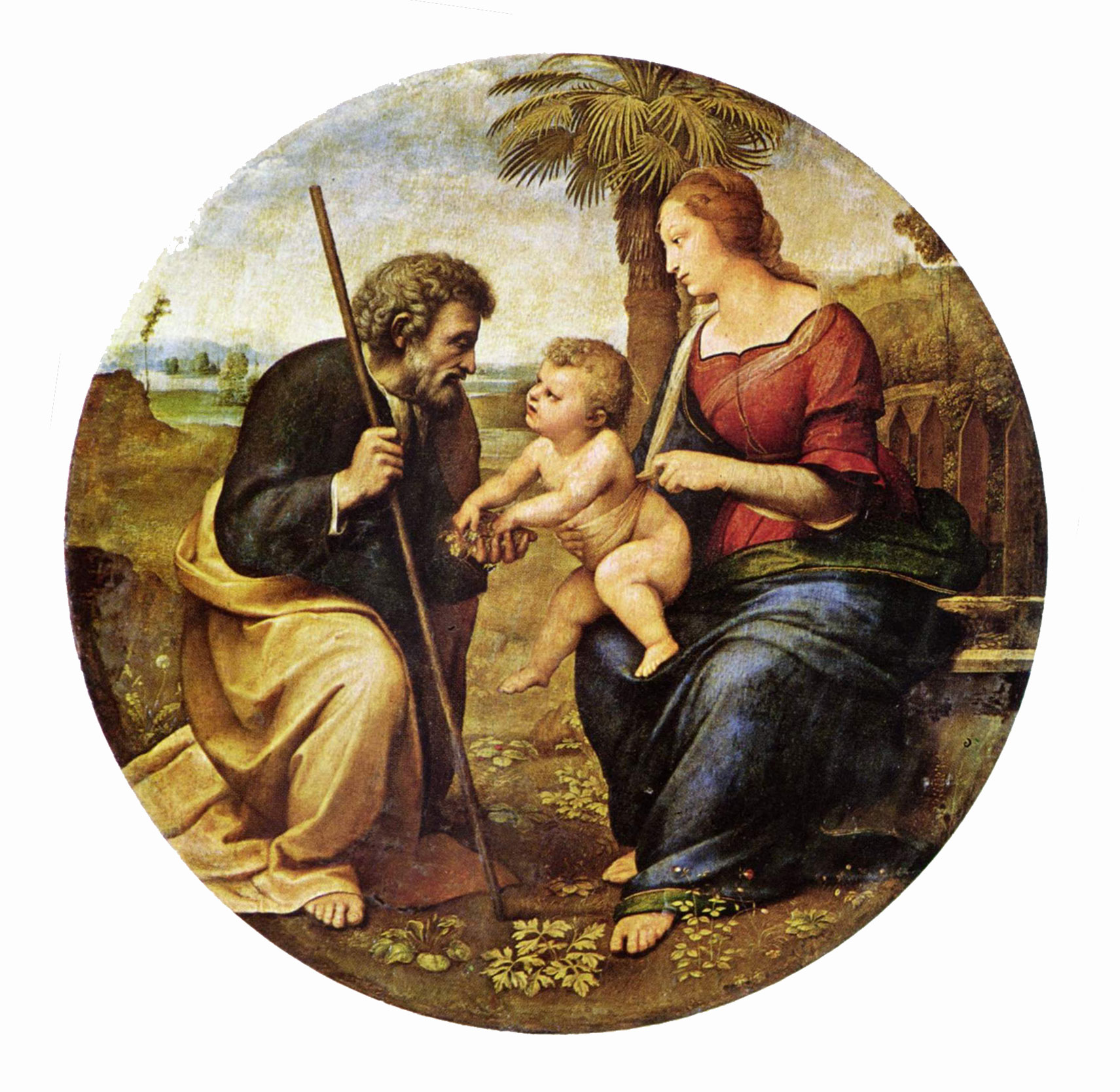
Sagrada Família, de Raffaello Sanzio, 1506. Os cristãos consideram a Sagrada Família um modelo a ser imitado.

### Família e Sociedade
A família, neste contexto, é compreendida como sendo a primeira escola de sociabilidade da pessoa humana, no seu âmbito os anciãos são vistos como escola de vida e transmissores de valores e tradições e têem direito de ser tratados com amor, sobretudo quando se encontram em situação de dependência.
Segundo a Doutrina Social da Igreja o divórcio é verdadeira praga social, o adultério, a poligamia e a união livre representam graves ofensas à dignidade do casamento (Catecismo, 2385 - 2400 e Familiaris Consortio, 84).
De outro tanto, …"a Igreja não abandona a si próprio aqueles que se divorciaram, esforçar-se-á infatigavelmente por oferecer-lhes os meios de salvação. São exortados a perseverar na vida eclesial e a incrementar as obras de caridade e as iniciativas da comunidade em favor da justiça" …"que não se considerem separados da Igreja"… "A Igreja reza por eles." (Familiaris Consortio, 84)
"A Sagrada Família é um exemplo preclaro de "vida familiar". Que Nazaré nos ensine o que é a família, a sua comunhão de amor, a sua beleza austera e simples, o seu caráter sagrado e inviolável; aprendamos de Nazaré como é preciosa e insubstituível a educação familiar e como é fundamental e incomparável a sua função no plano social. Enfim aprendamos uma lição de trabalho." (Paulo VI, Discurso em Nazaré, 5 de janeiro de 1964).

### Paternidade responsável
A família é o santuário da vida, as leis e as instituições do Estado não devem de forma alguma lesar o direito à vida desde a sua concepção até a ocorrência da morte natural, antes devem defendê-lo e o promover. A paternidade é exercida de modo responsável, o que não significa ter filhos de modo desordenado e nem limitar-lhes o nascimento por motivos egoísticos e de comodidade pura. "Em relação às condições físicas, econômicas, psicológicas e sociais, a paternidade responsável exerce-se tanto com a deliberação ponderada e generosa de fazer crescer uma família numerosa, como com a decisão, tomada por motivos graves e com respeito pela lei moral, de evitar temporariamente, ou mesmo por tempo indeterminado, um novo nascimento." (Humanae vitae, 10 e Gaudium et spes, 50 - 51)
Aos esposos cabe, com exclusividade, o juízo de valor acerca do intervalo entre os nascimentos e não é lícito ao Estado interferir de forma direta ou indireta nesta decisão. São considerados inaceitáveis e moralmente condenáveis os programas de ajuda econômica destinados a financiar campanhas de esterilização e de contracepção ou que estejam condicionados a aceitação de tais campanhas.

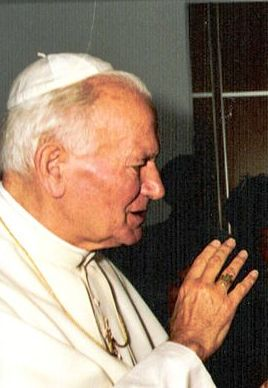
O Papa João Paulo II teve especial solicitude pelos valores cristãos da família.

O recurso a meios contraceptivos artificiais para espaçar os nascimentos é ilícito, entretanto, são lícitos os recurso à abstinência periódica nos períodos de fertilidade feminina. (Humanae vitae)
Não são aceitas todas as técnicas reprodutivas: doação de esperma ou de ovócitos, maternidade de substituição e a fecundação artificial e formas de procriação assistida, por dissociarem o ato procriador do ato unitivo ou por considerar que é lesado o direito do filho de ter na mesma pessoa o pai biológico e o pai jurídico, ofendendo assim a dignidade integral da pessoa. Diversamente são admitidos os meios que se configuram como auxílio ou ajuda ao ato conjugal ou à consecução dos seus efeitos. (Instrução Donum vitae, da Congregação para a Doutrina da Fé)
Não é considerado, do ponto de vista ético, não apresenta problemas em princípio a simples replicação de células normais ou de porções do DNA, entretanto a clonagem propriamente dita é rejeitada por se realizar em ausência total do ato de amor pessoal entre os esposos, é igualmente grave a clonagem com fins de reprodução de embriões para deles retirar células com fins terapêuticos por implicar na morte do embrião. (João Paulo II, Discurso à Pontifícia Academia para a Vida, L'Osservatore Romano, ed. port., 28. fev. 2004, p. 6)
A maternidade e a paternidade são vistas pela Doutrina Social da Igreja como uma tarefa que transcende ao aspecto simplesmente físico mas que tem também uma dimensão espiritual. A família tem direito à assistência da sociedade, as famílias numerosas têm direito a uma ajuda adequada e não devem ser discriminadas. A vida nascente deve ser protegida desde a sua concepção até o seu fim natural.

### Educação dos filhos
O primeiro direito da criança é de nascer numa verdadeira família. A família tem um papel insubstituível na educação dos filhos por direito natural originário e primário, os pais são os primeiros e principais educadores dos filhos. As autoridades públicas têm o dever de assegurar e proteger este direito. Os pais têm o direito e a obrigação de verificar o modo como se realiza a educação sexual nas instituições educacionais que estão a seu serviço, de modo a garantir que a abordagem deste tema se faça de modo adequado e de conformidade com as suas convicções morais.

### Família e trabalho
O trabalho doméstico, em especial o da mãe de família, deve ser valorizado e deve merecer do Estado e da sociedade uma remuneração pelo menos igual à dos outros, com os auxílios e benefícios sociais e previdenciários respectivos, devem ser eliminados os obstáculos que constrangem a mulher a não realizar plenamente as suas funções maternas.
A família tem direito a um salário para que possa viver dignamente. "Tal salário deve permitir a realização de uma poupança que favoreça a aquisição de uma certa propriedade, como garantia da liberdade: o direito à propriedade é estreitamente ligado à existência das famílias, que se põem ao abrigo da necessidade também graças à poupança e à constituição de uma propriedade familiar.(Rerum novarum)

## Documentos da Igreja
- Doutrina Social da Igreja.
- Arcanum Divinae Sapientiae, encíclica do Papa Leão XIII sobre a família.
- Constituição Apostólica Gaudium et Spes, Concílio Vaticano II.
- Carta dos Direitos da Família, Santa Sé.
- Casti connubii, enc. do Papa Pio XI, sobre o matrimônio cristão.
- Alocução sobre a dignidade e a missão da mulher, Papa Pio XII.
- Humanae vitae, enc. do Papa Paulo VI, sobre a regulação da natalidade.
- Instrução Donum vitae, Congregação para Doutrina da Fé, sobre a dignidade da procriação.
- Sexualidade Humana: verdade e significado, Pontifício Conselho para a Família.

### Documentos de João Paulo II
- Mulieris Dignitatem, Carta Apostólica.
- Carta às Mulheres.
- Carta aos Anciãos.
- Carta às Crianças.
- Gratissimam sane, Cartas às Famílias.
- Familiaris Consortio, Exortação Apostólica.
- Christifideles laici, Exortação Apostólica .
- Evangelium vitae, Encíclica.